# Halle-Ingooigem 2015
La 68e édition de Halle-Ingooigem a eu lieu le 24 juin 2015. La course fait partie du calendrier UCI Europe Tour 2015 en catégorie 1.1.
L'épreuve a été remportée lors d'un sprint massif d'une trentaine de coureurs par le Français Nacer Bouhanni (Cofidis) respectivement devant les Belges Kris Boeckmans (Lotto-Soudal) et Edward Theuns (Topsport Vlaanderen-Baloise).

## Présentation

### Équipes
Classé en catégorie 1.1 de l'UCI Europe Tour, Halle-Ingooigem est par conséquent ouvert aux WorldTeams dans la limite de 50 % des équipes participantes, aux équipes continentales professionnelles, aux équipes continentales et aux équipes nationales.
Vingt-trois équipes participent à ce Halle-Ingooigem - cinq WorldTeams, quatre équipes continentales professionnelles, treize équipes continentales et une équipe nationale :
| UCI WorldTeams      | UCI WorldTeams | UCI WorldTeams |
| Nom de l'équipe     | Pays           | Code           |
| ------------------- | -------------- | -------------- |
| Etixx-Quick Step    | Belgique       | EQS            |
| FDJ                 | France         | FDJ            |
| Lotto NL-Jumbo      | Pays-Bas       | TLJ            |
| Lotto-Soudal        | Belgique       | LTS            |
| Trek Factory Racing | États-Unis     | TFR            |

| Équipes continentales professionnelles | Équipes continentales professionnelles | Équipes continentales professionnelles |
| Nom de l'équipe                        | Pays                                   | Code                                   |
| -------------------------------------- | -------------------------------------- | -------------------------------------- |
| Cofidis                                | France                                 | COF                                    |
| Roompot Oranje Peloton                 | Pays-Bas                               | ROP                                    |
| Topsport Vlaanderen-Baloise            | Belgique                               | TSV                                    |
| Wanty-Groupe Gobert                    | Belgique                               | WGG                                    |

| Équipes continentales         | Équipes continentales | Équipes continentales |
| Nom de l'équipe               | Pays                  | Code                  |
| ----------------------------- | --------------------- | --------------------- |
| 3M                            | Belgique              | MMM                   |
| An Post-ChainReaction         | Irlande               | SKT                   |
| CCT-Champion System           | Nouvelle-Zélande      | CCT                   |
| Cibel                         | Belgique              | CIB                   |
| Colba-Superano Ham            | Belgique              | CSH                   |
| Kuota-Lotto                   | Allemagne             | TKG                   |
| Roubaix Lille Métropole       | France                | RLM                   |
| Sunweb-Napoleon Games         | Belgique              | SUN                   |
| Telenet-Fidea                 | Belgique              | TFC                   |
| Vastgoedservice-Golden Palace | Belgique              | VGS                   |
| Veranclassic-Ekoï             | Belgique              | VER                   |
| Verandas Willems              | Belgique              | WIL                   |
| Wallonie-Bruxelles            | Belgique              | WBC                   |

| Équipe nationale             | Équipe nationale | Équipe nationale |
| Nom de l'équipe              | Pays             | Code             |
| ---------------------------- | ---------------- | ---------------- |
| Équipe nationale de Belgique | Belgique         | BEL              |

### Règlement de la course

#### Primes
Les vingt prix sont attribués suivant le barème de l'UCI,. Le total général des prix distribués est de 14 477 €.
| Position | 1er     | 2e      | 3e      | 4e    | 5e    | 6e    | 7e    | 8e    | 9e    | 10e à 20e |
| Prix     | 5 785 € | 2 895 € | 1 445 € | 715 € | 580 € | 433 € | 433 € | 287 € | 287 € | 147 €     |

## Classements

### Classement final
| Classement final | Classement final     | Classement final | Classement final             | Classement final   |
|                  | Coureur              | Pays             | Équipe                       | Temps              |
| ---------------- | -------------------- | ---------------- | ---------------------------- | ------------------ |
| 1er              | Nacer Bouhanni       | France           | Cofidis                      | en 4 h 47 min 17 s |
| 2e               | Kris Boeckmans       | Belgique         | Lotto-Soudal                 | m.t                |
| 3e               | Edward Theuns        | Belgique         | Topsport Vlaanderen-Baloise  | m.t                |
| 4e               | Tom Van Asbroeck     | Belgique         | Lotto NL-Jumbo               | m.t                |
| 5e               | Aidis Kruopis        | Lituanie         | An Post-ChainReaction        | m.t                |
| 6e               | Justin Jules         | France           | Veranclassic-Ekoï            | m.t                |
| 7e               | Antoine Demoitié     | Belgique         | Wallonie-Bruxelles           | m.t                |
| 8e               | Jonas Van Genechten  | Belgique         | Équipe nationale de Belgique | m.t                |
| 9e               | Timothy Dupont       | Belgique         | Roubaix Lille Métropole      | m.t                |
| 10e              | Pieter Vanspeybrouck | Belgique         | Topsport Vlaanderen-Baloise  | m.t                |
| modifier         |                      |                  |                              |                    |

### UCI Europe Tour
Ce Halle-Ingooigem attribue des points pour l'UCI Europe Tour 2015, par équipes seulement aux coureurs des équipes continentales professionnelles et continentales, individuellement à tous les coureurs sauf ceux faisant partie d'une équipe ayant un label WorldTeam.
| Position,          | 1er | 2e | 3e | 4e | 5e | 6e | 7e | 8e | 9e | 10e | 11e | 12e |
| Classement général | 80  | 56 | 32 | 24 | 20 | 16 | 12 | 8  | 7  | 6   | 5   | 3   |

## Liste des participants
- Liste de départ complète

| Légende | Légende                                                                    | Légende | Légende                                                    |
| ------- | -------------------------------------------------------------------------- | ------- | ---------------------------------------------------------- |
| Num     | Dossard de départ porté par le coureur sur ce Halle-Ingooigem              | Pos     | Position à l'arrivée de la course                          |
|         | Indique un maillot de champion national ou mondial, suivi de sa spécialité | NP      | Indique un coureur qui n'a pas pris le départ de la course |
| AB      | Indique un coureur qui n'a pas terminé la course                           | HD      | Indique un coureur qui a terminé la course hors des délais |

| Lotto-Soudal LTS                     | Lotto-Soudal LTS         | Lotto-Soudal LTS |
| ------------------------------------ | ------------------------ | ---------------- |
| Num                                  | Coureur                  | Pos              |
| 1                                    | Kris Boeckmans (BEL)     | 2e               |
| 2                                    | Jasper De Buyst (BEL)    | 54e              |
| 3                                    | Kenny Dehaes (BEL)       | 68e              |
| 4                                    | Pim Ligthart (NED)       | 59e              |
| 5                                    | Jürgen Roelandts (BEL)   | 55e              |
| 6                                    | Tosh Van der Sande (BEL) | 33e              |
| 7                                    | Dennis Vanendert (BEL)   | 67e              |
| 8                                    | Jelle Vanendert (BEL)    | 117e             |
| Directeur sportif : Frederik Willems |                          |                  |

| Etixx-Quick Step EQS               | Etixx-Quick Step EQS        | Etixx-Quick Step EQS |
| ---------------------------------- | --------------------------- | -------------------- |
| Num                                | Coureur                     | Pos                  |
| 11                                 | Tom Boonen (BEL)            | 11e                  |
| 12                                 | Iljo Keisse (BEL)           | 113e                 |
| 13                                 | Nikolas Maes (BEL)          | 60e                  |
| 14                                 | Gianni Meersman (BEL)       | 26e                  |
| 15                                 | Zdeněk Štybar (CZE) (Route) | 48e                  |
| 16                                 | Niki Terpstra (NED)         | 65e                  |
| 17                                 | Stijn Vandenbergh (BEL)     | 30e                  |
| 18                                 | Carlos Verona (ESP)         | AB                   |
| Directeur sportif : Rik Van Slycke |                             |                      |

| Équipe nationale de Belgique BEL       | Équipe nationale de Belgique BEL | Équipe nationale de Belgique BEL |
| -------------------------------------- | -------------------------------- | -------------------------------- |
| Num                                    | Coureur                          | Pos                              |
| 21                                     | Kevin Seeldraeyers (BEL)         | 37e                              |
| 22                                     | Laurens De Vreese (BEL)          | 93e                              |
| 23                                     | Thomas Degand (BEL)              | 21e                              |
| 24                                     | Dries Devenyns (BEL)             | 29e                              |
| 25                                     | Brecht Dhaene (BEL)              | 78e                              |
| 26                                     | Jens Keukeleire (BEL)            | 19e                              |
| 27                                     | Jonas Van Genechten (BEL)        | 8e                               |
| 28                                     | Zico Waeytens (BEL)              | 34e                              |
| Directeur sportif : Jean-Pierre Dubois |                                  |                                  |

| Lotto NL-Jumbo TLJ                | Lotto NL-Jumbo TLJ       | Lotto NL-Jumbo TLJ |
| --------------------------------- | ------------------------ | ------------------ |
| Num                               | Coureur                  | Pos                |
| 31                                | Moreno Hofland (NED)     | AB                 |
| 32                                | Barry Markus (NED)       | 104e               |
| 33                                | Bram Tankink (NED)       | 66e                |
| 34                                | Tom Van Asbroeck (BEL)   | 4e                 |
| 35                                | Nick van der Lijke (NED) | AB                 |
| 36                                | Dennis van Winden (NED)  | 74e                |
| 37                                | Sep Vanmarcke (BEL)      | 71e                |
| 38                                | Maarten Wynants (BEL)    | 42e                |
| Directeur sportif : Frans Maassen |                          |                    |

| Trek Factory Racing TFR        | Trek Factory Racing TFR | Trek Factory Racing TFR |
| ------------------------------ | ----------------------- | ----------------------- |
| Num                            | Coureur                 | Pos                     |
| 41                             | Eugenio Alafaci (ITA)   | AB                      |
| 42                             | Marco Coledan (ITA)     | 70e                     |
| 43                             | Stijn Devolder (BEL)    | 45e                     |
| 44                             | Gert Steegmans (BEL)    | 115e                    |
| 45                             |                         |                         |
| 46                             | Boy van Poppel (NED)    | 116e                    |
| 47                             | Danny van Poppel (NED)  | AB                      |
| 48                             |                         |                         |
| Directeur sportif : Dirk Demol |                         |                         |

| FDJ                                | FDJ                   | FDJ |
| ---------------------------------- | --------------------- | --- |
| Num                                | Coureur               | Pos |
| 51                                 | David Boucher (FRA)   | AB  |
| 52                                 | Olivier Le Gac (FRA)  | AB  |
| 53                                 | Mickaël Delage (FRA)  | 96e |
| 54                                 | Lorrenzo Manzin (FRA) | 16e |
| 55                                 | Francis Mourey (FRA)  | 56e |
| 56                                 | Yoann Offredo (FRA)   | 92e |
| 57                                 | Laurent Pichon (FRA)  | 58e |
| 58                                 | Kévin Réza (FRA)      | 57e |
| Directeur sportif : Martial Gayant |                       |     |

| Topsport Vlaanderen-Baloise TSV       | Topsport Vlaanderen-Baloise TSV | Topsport Vlaanderen-Baloise TSV |
| ------------------------------------- | ------------------------------- | ------------------------------- |
| Num                                   | Coureur                         | Pos                             |
| 61                                    | Floris De Tier (BEL)            | 49e                             |
| 62                                    | Tim Declercq (BEL)              | 52e                             |
| 63                                    | Oliver Naesen (BEL)             | 22e                             |
| 64                                    | Jens Wallays (BEL)              | AB                              |
| 65                                    | Edward Theuns (BEL)             | 3e                              |
| 66                                    | Bert Van Lerberghe (BEL)        | AB                              |
| 67                                    | Pieter Vanspeybrouck (BEL)      | 10e                             |
| 68                                    | Jelle Wallays (BEL)             | 62e                             |
| Directeur sportif : Walter Planckaert |                                 |                                 |

| Wanty-Groupe Gobert WGG                      | Wanty-Groupe Gobert WGG   | Wanty-Groupe Gobert WGG |
| -------------------------------------------- | ------------------------- | ----------------------- |
| Num                                          | Coureur                   | Pos                     |
| 71                                           | Tom Devriendt (BEL)       | 99e                     |
| 72                                           | Marco Minnaard (NED)      | 108e                    |
| 73                                           | Jan Ghyselinck (BEL)      | 18e                     |
| 74                                           | Roy Jans (BEL)            | 13e                     |
| 75                                           | Björn Leukemans (BEL)     | 53e                     |
| 76                                           | Danilo Napolitano (ITA)   | AB                      |
| 77                                           | James Vanlandschoot (BEL) | NP                      |
| 78                                           | Frederik Veuchelen (BEL)  | 64e                     |
| Directeur sportif : Hilaire Van der Schueren |                           |                         |

| Cofidis COF                        | Cofidis COF               | Cofidis COF |
| ---------------------------------- | ------------------------- | ----------- |
| Num                                | Coureur                   | Pos         |
| 81                                 | Louis Verhelst (BEL)      | AB          |
| 82                                 | Nacer Bouhanni (FRA)      | 1er         |
| 83                                 | Christophe Laporte (FRA)  | 44e         |
| 84                                 | Cyril Lemoine (FRA)       | 114e        |
| 85                                 | Adrien Petit (FRA)        | 79e         |
| 86                                 | Geoffrey Soupe (FRA)      | 61e         |
| 87                                 | Michael Van Staeyen (BEL) | 111e        |
| 88                                 | Kenneth Vanbilsen (BEL)   | 69e         |
| Directeur sportif : Alain Deloeuil |                           |             |

| Roompot Oranje Peloton ROP               | Roompot Oranje Peloton ROP | Roompot Oranje Peloton ROP |
| ---------------------------------------- | -------------------------- | -------------------------- |
| Num                                      | Coureur                    | Pos                        |
| 91                                       | Reinier Honig (NED)        | 35e                        |
| 92                                       | Johnny Hoogerland (NED)    | 39e                        |
| 93                                       | Tim Kerkhof (NED)          | AB                         |
| 94                                       | Michel Kreder (NED)        | AB                         |
| 95                                       | André Looij (NED)          | 84e                        |
| 96                                       | Ivar Slik (NED)            | 90e                        |
| 97                                       | Mike Terpstra (NED)        | 38e                        |
| 98                                       | Etienne van Empel (NED)    | 85e                        |
| Directeur sportif : Jean-Paul van Poppel |                            |                            |

| An Post-ChainReaction SKT         | An Post-ChainReaction SKT         | An Post-ChainReaction SKT |
| --------------------------------- | --------------------------------- | ------------------------- |
| Num                               | Coureur                           | Pos                       |
| 101                               | Aaron Gate (NZL)                  | 28e                       |
| 102                               | Aidis Kruopis (LTU)               | 5e                        |
| 103                               | Alexander Maes (BEL)              | 107e                      |
| 104                               | Eoin McCarthy (IRL)               | 87e                       |
| 105                               | Xandro Meurisse (BEL)             | 43e                       |
| 106                               | Paulius Šiškevičius (LTU) (Route) | 73e                       |
| 107                               | Jordan Stannus (AUS)              | AB                        |
| 108                               | Jens Vandenbogaerde (BEL)         | 36e                       |
| Directeur sportif : Niko Eeckhout |                                   |                           |

| CCT-Champion System CCT                     | CCT-Champion System CCT | CCT-Champion System CCT |
| ------------------------------------------- | ----------------------- | ----------------------- |
| Num                                         | Coureur                 | Pos                     |
| 111                                         | Matthew Zenovich (NZL)  | 102e                    |
| 112                                         | Tom Goovaerts (BEL)     | AB                      |
| 113                                         | James Spragg (GBR)      | 41e                     |
| 114                                         |                         |                         |
| 115                                         | Jesse Geerts (BEL)      | AB                      |
| 116                                         | Paco Ghistelinck (BEL)  | AB                      |
| 117                                         | Joshua Haggerty (NZL)   | AB                      |
| 118                                         | Michael Vink (NZL)      | AB                      |
| Directeur sportif : Franky Van Haesebroucke |                         |                         |

| Cibel CIB                               | Cibel CIB                  | Cibel CIB |
| --------------------------------------- | -------------------------- | --------- |
| Num                                     | Coureur                    | Pos       |
| 121                                     | Bjorn De Decker (BEL)      | NP        |
| 122                                     |                            |           |
| 123                                     | Jens Geerinck (BEL)        | AB        |
| 124                                     | Thomas Ongena (BEL)        | 88e       |
| 125                                     | Glenn Rotty (BEL)          | AB        |
| 126                                     | Joeri Stallaert (BEL)      | 14e       |
| 127                                     | Niels Van Dorsselaer (BEL) | 83e       |
| 128                                     | Benjamin Verraes (BEL)     | 24e       |
| Directeur sportif : Gaspard Van Petegem |                            |           |

| Colba-Superano Ham CSH            | Colba-Superano Ham CSH        | Colba-Superano Ham CSH |
| --------------------------------- | ----------------------------- | ---------------------- |
| Num                               | Coureur                       | Pos                    |
| 131                               | Vincent De Boeck (BEL)        | AB                     |
| 132                               | Jelle Donders (BEL)           | 23e                    |
| 133                               | Egidijus Juodvalkis (LTU)     | 46e                    |
| 134                               | Kenneth Van Compernolle (BEL) | AB                     |
| 135                               | Rick Ottema (NED)             | AB                     |
| 136                               | Kevin Suarez (BEL)            | 76e                    |
| 137                               | Glenn Van De Maele (BEL)      | AB                     |
| 138                               | Quincy Vens (BEL)             | AB                     |
| Directeur sportif : Peter Bauwens |                               |                        |

| Roubaix Lille Métropole RLM            | Roubaix Lille Métropole RLM | Roubaix Lille Métropole RLM |
| -------------------------------------- | --------------------------- | --------------------------- |
| Num                                    | Coureur                     | Pos                         |
| 141                                    |                             |                             |
| 142                                    | Dieter Bouvry (BEL)         | 32e                         |
| 143                                    | Timothy Dupont (BEL)        | 9e                          |
| 144                                    | Jérémy Leveau (FRA)         | 86e                         |
| 145                                    | Romain Pillon (FRA)         | AB                          |
| 146                                    | Baptiste Planckaert (BEL)   | 47e                         |
| 147                                    | Maxime Vantomme (BEL)       | 51e                         |
| 148                                    |                             |                             |
| Directeur sportif : Frédéric Delcambre |                             |                             |

| Sunweb-Napoleon Games SUN           | Sunweb-Napoleon Games SUN    | Sunweb-Napoleon Games SUN |
| ----------------------------------- | ---------------------------- | ------------------------- |
| Num                                 | Coureur                      | Pos                       |
| 151                                 | Angelo Van Den Bossche (BEL) | AB                        |
| 152                                 | Angelo De Clercq (BEL)       | 103e                      |
| 153                                 | Yorben Van Tichelt (BEL)     | AB                        |
| 154                                 | Kevin Pauwels (BEL)          | 72e                       |
| 155                                 | Dieter Vanthourenhout (BEL)  | AB                        |
| 156                                 | Michael Vanthourenhout (BEL) | 119e                      |
| 157                                 | Klaas Vantornout (BEL)       | 109e                      |
| 158                                 | Gianni Vermeersch (BEL)      | 17e                       |
| Directeur sportif : Mario De Clercq |                              |                           |

| 3M MMM                              | 3M MMM                     | 3M MMM |
| ----------------------------------- | -------------------------- | ------ |
| Num                                 | Coureur                    | Pos    |
| 161                                 | Dimitri Peyskens (BEL)     | NP     |
| 162                                 | Fabrice Mels (BEL)         | AB     |
| 163                                 | Kevin Panhuyzen (BEL)      | 75e    |
| 164                                 | Geert van der Weijst (NED) | 80e    |
| 165                                 | Michael Vingerling (NED)   | 97e    |
| 166                                 | Tim Vanspeybroeck (BEL)    | 98e    |
| 167                                 | Melvin van Zijl (NED)      | 94e    |
| 168                                 |                            |        |
| Directeur sportif : Bernard Moerman |                            |        |

| Kuota-Lotto TKG                    | Kuota-Lotto TKG           | Kuota-Lotto TKG |
| ---------------------------------- | ------------------------- | --------------- |
| Num                                | Coureur                   | Pos             |
| 171                                |                           |                 |
| 172                                | Frederik Dombrowski (GER) | AB              |
| 173                                | Felix Drumm (GER)         | 122e            |
| 174                                | Lukas Löer (GER)          | AB              |
| 175                                | Dario Rapps (GER)         | 40e             |
| 176                                | Tobias Knaup (GER)        | 100e            |
| 177                                | Marcel Meisen (GER)       | 123e            |
| 178                                | Richard Weinzheimer (GER) | AB              |
| Directeur sportif : Detlef Kurzweg |                           |                 |

| Telenet-Fidea TFC                | Telenet-Fidea TFC         | Telenet-Fidea TFC |
| -------------------------------- | ------------------------- | ----------------- |
| Num                              | Coureur                   | Pos               |
| 181                              | Toon Aerts (BEL)          | AB                |
| 182                              | Nicolas Cleppe (BEL)      | 120e              |
| 183                              | Quinten Hermans (BEL)     | 121e              |
| 184                              | Tom Meeusen (BEL)         | 112e              |
| 185                              | Kobe Goossens (BEL)       | 50e               |
| 186                              | Thijs van Amerongen (NED) | AB                |
| 187                              | Corné van Kessel (NED)    | 105e              |
| 188                              | Niels Wubben (NED)        | 101e              |
| Directeur sportif : Danny De Bie |                           |                   |

| Vastgoedservice-Golden Palace VGS | Vastgoedservice-Golden Palace VGS | Vastgoedservice-Golden Palace VGS |
| --------------------------------- | --------------------------------- | --------------------------------- |
| Num                               | Coureur                           | Pos                               |
| 191                               | Jens Adams (BEL)                  | 12e                               |
| 192                               | Rob Ruijgh (NED)                  | 31e                               |
| 193                               | Kevin Hulsmans (BEL)              | AB                                |
| 194                               | Joeri Adams (BEL)                 | 77e                               |
| 195                               |                                   |                                   |
| 196                               | Tim Merlier (BEL)                 | 15e                               |
| 197                               | Sam Lennertz (BEL)                | 110e                              |
| 198                               | Alphonse Vermote (BEL)            | AB                                |
| Directeur sportif : Roger Loysch  |                                   |                                   |

| Veranclassic-Ekoï VER               | Veranclassic-Ekoï VER   | Veranclassic-Ekoï VER |
| ----------------------------------- | ----------------------- | --------------------- |
| Num                                 | Coureur                 | Pos                   |
| 201                                 | Edwig Cammaerts (BEL)   | AB                    |
| 202                                 | Niels De Rooze (BEL)    | 106e                  |
| 203                                 | Serge Dewortelaer (BEL) | AB                    |
| 204                                 | Dirk Finders (GER)      | 81e                   |
| 205                                 | Justin Jules (FRA)      | 6e                    |
| 206                                 | Gorik Gardeyn (BEL)     | AB                    |
| 207                                 | Melvin Rullière (FRA)   | AB                    |
| 208                                 | Robin Stenuit (BEL)     | 20e                   |
| Directeur sportif : Willy Teirlinck |                         |                       |

| Verandas Willems WIL                  | Verandas Willems WIL       | Verandas Willems WIL |
| ------------------------------------- | -------------------------- | -------------------- |
| Num                                   | Coureur                    | Pos                  |
| 211                                   | Gaëtan Bille (BEL)         | AB                   |
| 212                                   | Joeri Calleeuw (BEL)       | 25e                  |
| 213                                   | Sten Van Gucht (BEL)       | 82e                  |
| 214                                   | Elias Van Breussegem (BEL) | AB                   |
| 215                                   | Daan Myngheer (BEL)        | 27e                  |
| 216                                   | Christophe Prémont (BEL)   | NP                   |
| 217                                   | Joren Touquet (BEL)        | AB                   |
| 218                                   | Emiel Wastyn (BEL)         | 95e                  |
| Directeur sportif : Gautier De Winter |                            |                      |

| Wallonie-Bruxelles WBC                | Wallonie-Bruxelles WBC  | Wallonie-Bruxelles WBC |
| ------------------------------------- | ----------------------- | ---------------------- |
| Num                                   | Coureur                 | Pos                    |
| 221                                   | Maxime Anciaux (BEL)    | AB                     |
| 222                                   | Ludwig De Winter (BEL)  | 91e                    |
| 223                                   | Antoine Demoitié (BEL)  | 7e                     |
| 224                                   | Jonathan Dufrasne (BEL) | AB                     |
| 225                                   | Grégory Habeaux (BEL)   | 63e                    |
| 226                                   | Loïc Pestiaux (BEL)     | 118e                   |
| 227                                   | Gaëtan Pons (BEL)       | 89e                    |
| 228                                   |                         |                        |
| Directeur sportif : Frédéric Amorison |                         |                        |